# Sauroglossum organense
Sauroglossum organense är en orkidéart som beskrevs av Dariusz Lucjan Szlachetko. Sauroglossum organense ingår i släktet Sauroglossum och familjen orkidéer. Inga underarter finns listade i Catalogue of Life.